# 바르다스
바르다스(Βάρδας, 생년 미상 ~ 866년 4월 21일)는 비잔티움 제국의 황제인 미카일 3세의 섭정이었다. (856년-866년). 그는 테오필루스황제의 황후이자 미카일의 어머니인 여제 테오도라의 오빠였다. 테오필루스가 죽자 미카일이 2살의 나이로 황제에 올랐고 어머니와 외삼촌의 섭정을 받았다.
미카일은 어머니와 삼촌의 큰 영향력 아래서 자랐고 초반에는 어머니와 궁정 대신인 환관 테옥티스투스의 강력한 영향아래에 있었다. 바르다스는 849년 테옥티스투스와 함께 콘스탄티노폴리스에 대학을 세웠다. 그러나 미카일이 장성해감에도 여제와 테옥티스투스가 권력을 놓지 않고 강력한 영향을 발휘하자 855년 바르다스는 젊은 황제를 부추겨 환관 테옥티스투스를 제거하기로 하고 그를 암살했다. 이듬해에는 테오도라마저 권력에서 물러나게 하고 바르다스가 독점적으로 제국의 섭정을 맡았다.
바르다스는 선견지명이 있었고 지칠줄 모르는 체력을 지닌 탁월한 행정가이자 군대의 총사령관으로 행정은 물론 군사부문에서도 두각을 나타냈다. 섭정시절인 856년 제국군은 유프라테스 강을 건너 원정하였고 많은 승리를 거두었다. 한편, 바르다스는 자신의 며느리와 사랑에 빠져 조강지처를 버리는 일이 있었는데 당시 콘스탄티노폴리스 총대주교인 완고한 이그나티우스는 이를 강력하게 비난하고 나섰다. 그는 이그나티우스에게 구실을 만들어 추방해 버렸고 그 후임에 측근이자 친구인 학자 포티우스를 그 자리에 앉혔다.
바르다스는 황제에게 강력한 영향을 행사하고 이무렵 거의 술독에 빠져 살던 황제 미카일이 죽으면 그 다음 제위에 오를 것이 확실해 보였다. 859년 바르다스는 황제의 후사가 없을 경우 제위 계승권까지도 오를 수 있는 명예직인 쿠로팔라테스가 되었고 862년에는 부제가 되었다.
바르다스의 섭정기간동안 그는 동쪽의 사라센에 연전연승을 거두었고 키릴루스와 메토디우스 형제를 시켜 모라바를 기독교화하고 불가르족도 개종시켰다. 정의로운 행정과 대학을 설립하는 등 학문을 장려했고 발전시켰다.
그러나 황제는 무식한 아르메니아 출신 농부인 바실리우스에게 점점 빠져들었고 바실리우스는 시종장이 되어 바르다스를 견제했다. 결국 바실리우스와 바르다스, 두사람 사이는 점점 벌어져 급기야 866년 황제와 바실리우스는 바르다스에게 적대적 의도가 없다는 것을 선언하기에 이르렀다.
그러나 바실리우스의 야망은 점점 커졌고 미카일이 아직까지 수복하지 못한 크레타섬에 대한 원정을 벌일 때 밀레투스 부근에서 바실리우스가 바르다스를 암살하고 말았다.
이 사건에 미카일이 암살에 관여했는지는 분명치 않으나 후속 사태를 보면 아마도 관여한 것으로 보인다.